# قشلاق أخمود عليا
قشلاق أخمود عليا هي قرية في مقاطعة كليبر، إيران. عدد سكان هذه القرية هو 26 في سنة 2006.